# Paraprenanthes prenanthoides
Paraprenanthes prenanthoides là một loài thực vật có hoa trong họ Cúc. Loài này được (Hemsl.) C.Shih mô tả khoa học đầu tiên năm 1988.